# Стивън Р. Доналдсън
Стивън Р. Доналдсън (на английски: Stephen R. Donaldson) е американски писател на произведения в жанра фентъзи, научна фантастика и трилър. Писал е и под псевдонима Рийд Стивънс (Reed Stephens).

## Биография и творчество
Стивън Рийдър Доналдсън е роден на 13 май 1947 г. в Кливланд, Охайо, САЩ, в семейството на Джеймс и Рут Доналдсън. Баща му е ортопедичен хирург, а майка му е зъботехник. Прекарва част от младостта си в Индия (между 3 и 16 годишна възраст), където баща му е медицински мисионер и работи с прокажени. Посещава международното училище в Кодаиканал. Получава бакалавърска степен по английски език от Колежа Вустер през 1968 г. Две години служи в армията по време на Виетнамската война като работи в болничния център в Акрън. През 1971 г. получава магистърска степен по английска филология от Държавния университет в Кент. Той се отказва от докторската си дисертация и се премества в Ню Джърси, за да пише.
Първият му роман „Прокобата на господаря гад“ от епичната фентъзи поредица „Хроники на Томас Ковенант Неверника“ е издаден през 1977 г. Главният герой Томас Ковенант е прокажен, който попада в странен паралелен свят. Там владее мистичната мощ на бялото злато, но не знае как да я използва. Но само той може да защити Владетелите на Земята от прастарото зло – Господаря Гад. Книгата става бестселър и е удостоена с престижни награди. След успеха на трилогията, поради здравословни причини, писателят се премества в Ню Мексико. С двете продължения на трилогията от 1978 г. и 2004 г. тя съставлява общо 10 романа.
В жанра на научната фантастика става известен с космическата си опера „Гап“.
Носител е на Световната награда за фентъзи през 2000 г. за сборника си с разкази „Reave the Just“.
Произведенията му се характеризират с психологическа сложност, концептуална абстрактност, морална мрачност, използване на тайнствен речник, въображение, ярки характеристики и бързо действие. Носител е на редица награди за творчеството си.
През 1994 г. той придобива черен колан в Шотокан карате. През 2009 г. получава докторска степен по литература от Университета Сейнт Андрюс в Шотландия.
Стивън Р. Доналдсън живее със семейството си в Албакърки, Ню Мексико.

## Произведения

### Самостоятелни романи
- The Augur's Gambit (2016)

### Серия „Хроники на Томас Ковенант Неверника“ (Thomas Covenant)
1. Lord Foul's Bane (1977) – награда „Джон Кембъл“ и британска награда за фентъзи
Прокобата на господаря Гад, изд.: ИК „Бард“, София (2010), прев. Владимир Зарков
2. The Illearth War (1977)
3. The Power That Preserves (1977)

### Серия „Вторите хроники на Томас Ковенант Неверника“ (Second Chronicles of Thomas Covenant)
1. The Wounded Land (1978)
2. The One Tree (1982)
3. White Gold Wielder (1983)

### Серия „Човек, който ...“ (Man Who...)
като Рийд Стивънс
1. The Man Who Risked His Partner (1984)
2. The Man Who Killed His Brother (1980)
3. The Man Who Tried to Get Away (1990)
4. The Man Who Fought Alone (2001)

### Серия „Морданс“ (Mordant's Need)
1. The Mirror of Her Dreams (1986)
2. A Man Rides Through (1987)

### Серия „Гап“ (Gap)
1. The Real Story (1990)
2. The Forbidden Knowledge (1991)
3. The Dark and Hungry God Arises (1992)
4. The Chaos and Order (1994)
5. The This Day All Gods Die (1996)

### Серия „Последните хроники на Томас Ковенант Неверника“ (Last Chronicles of Thomas Covenant)
1. The Runes of the Earth (2004)
2. Fatal Revenant (2007)
3. Against All Things Ending (2010)
4. The Last Dark (2012)

### Серия „Великата война на Бога“ (Great God's War)
1. Seventh Decimate (2017)
2. The War Within (2019)

### Участие в общи серии с други писатели

#### Серия „Берсеркер“ (Berserker)
6. Berserker Base (1985) – с Пол Андерсън, Едуард Брайънт, Лари Нивън, Фред Саберхаген, Кони Уилис и Роджър Зелазни

### Сборници
- Daughter of Regals (1984)
- Reave the Just (1998) – Световна награда за фентъзи
- The Best of Stephen R. Donaldson (2011)
- The King's Justice (2015)

### Документалистика
- Stephen R. Donaldson's Chronicles of Thomas Covenant (1995) – с В. А. Сеньор